# Malví
El malví, altea o malva blanca (Althaea officinalis del grec althaia, 'curació'), és una espècie de planta de la família malvàcia present en la major part del litoral d'Europa (exceptuant la zona més septentrional), al nord-oest d'Àfrica i al sud d'Àsia, sobretot en zones humides a la vora del mar. A Catalunya és habitual trobar-lo a les valls prepirinenques fins a arribar a Andorra, al territori ausosegàrric i a la major part de les comarques marítimes.
Addicionalment pot rebre els noms de fregador, fregadors, malva, malva borda, malví bord, malví roig, malvinera, malvins, malvins (arrel) i rosa malva. També s'han recollit les variants lingüístiques bismalva, malvavisco, malvina, malvís, mauví, melví i melvins.

## Descripció

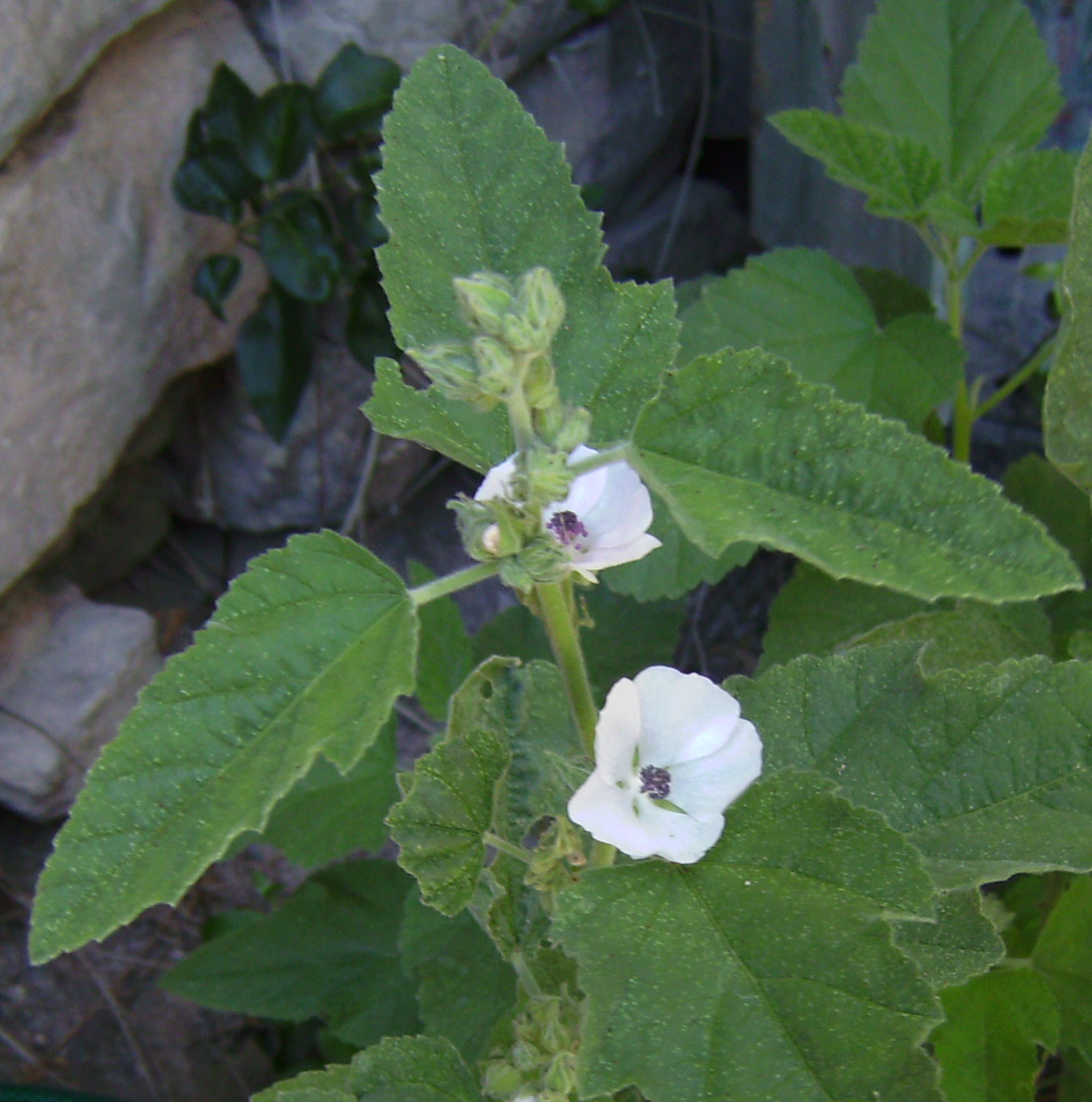
Malví florint a Castelltallat

### Port i dimensions
És una planta herbàcia, perenne, prostrada o ascendent, lleugerament pubescent i amb una alçada màxima d'1,5 metres.

### Òrgans vegetatius
- Les fulles tenen una mida compresa entre els 1,5-10 cm d'alçada per 1,5-7 cm d'ample i són pubescents per les dues cares. Les que se situen a la part inferior de la planta són lleugerament peciolades, i gairebé orbiculars o reniformes, senceres o lleugerament 2-3 lobades. D'altra banda, les fulles superiors presenten un pecíol de mida més petita, amb forma romboïdal o triangular, i lobades entre 3 i 5 vegades.
- L'arrel és llenyosa, gruixuda i rica en mucílags i midó. A més a més, conté pectines i diversos flavonoides. Les arrels secundàries poden arribar als 30 cm de longitud i tenen un color blanc-groguenc.
- La tija té una consistència herbàcia, una ramificació escassa i està dotada d'una coloració blanc-grisosa.

### Òrgans reproductors
- Les flors, hermafrodites i de color blanc-rosat, es poden presentar en solitari o en fascicles curtament pedicel·lats (2-10 mm), axil·lars i amb uns peduncles tant o més llargs que els pedicels, estrellat-tomentosos.
- L'epicalze és compost per 6-12 peces linears o linear-lanceolades de 8 a 12 mm de longitud i soldades a la base.
- El calze està format per 5 sèpals soldats a la base, triangular-ovats o ovat-acuminats, estrellat-pubescents amb una longitud d'entre 8 i 12 mm.
- La corol·la consta de 5 pètals d'una amplada màxima de 2 mm, ovats o oblongoovats, d'ungla ciliada i d'un color rosat, a vegades blanquinós.
- L'androceu té nombrosos estams ramificats, soldats a un tub estaminal i molt vistosos, ja que presenten unes anteres de color violat o porpra.
- El gineceu és format per 3-5 carpels soldats i es troba recolzat sobre un anell.
- El fruit és un esquizocarp en forma de disc, amb una mida de 5-8 mm. Està constituït per 15-25 mericarpis amb la paret interior llisa i l'exterior corbada. Les llavors són de color marró fosc i amb forma de ronyó.

## Farmacologia

### Part utilitzada

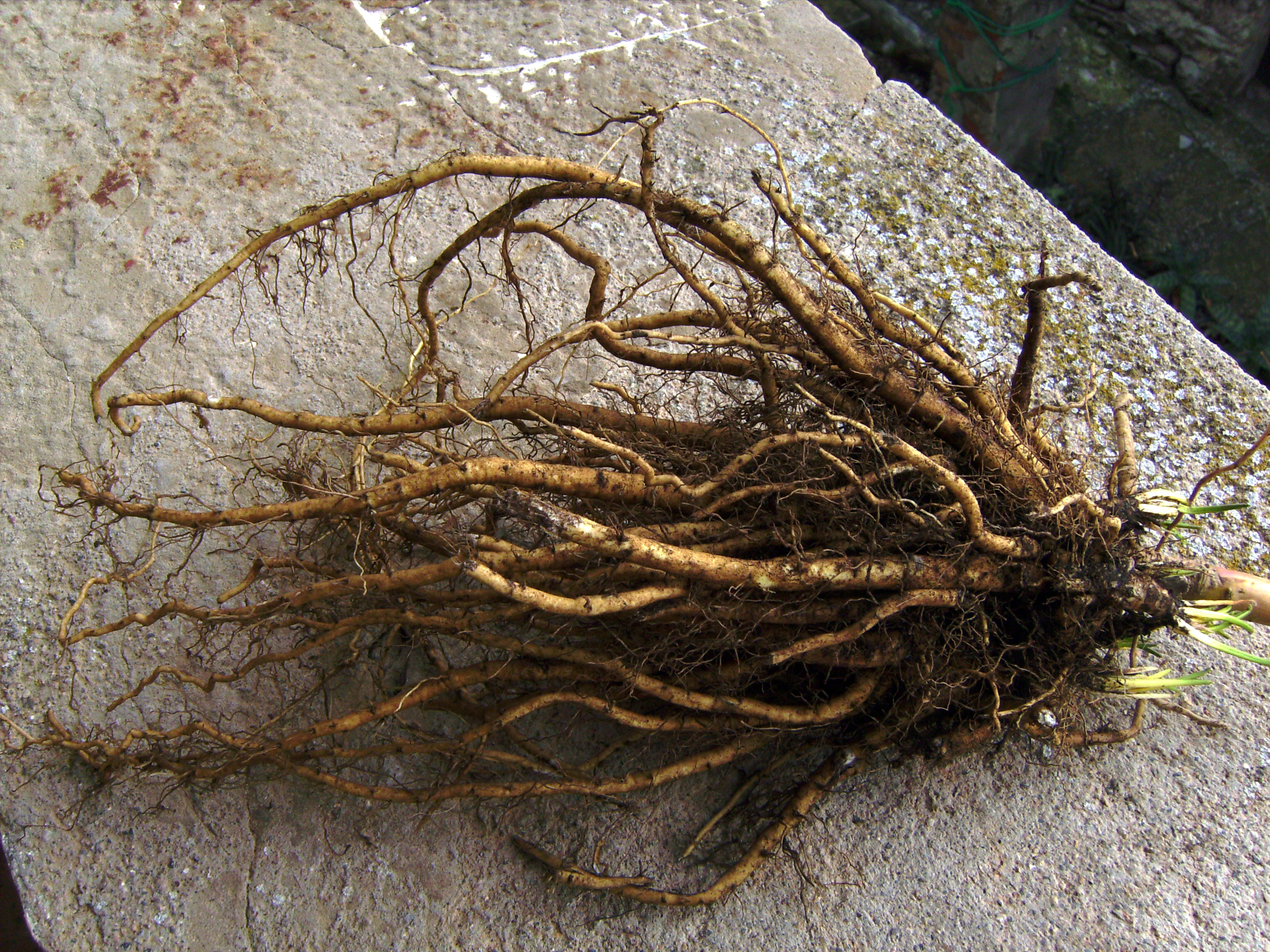
Arrels de malví cultivat en un contenidor

El més aprofitat del malví per les seves propietats és l'arrel, tot i que les fulles i les flors també s'empren.

### Composició química
- Glúcids. Presenta quantitats importants de polisacàrids. Poden ser homogenis, com el midó (25-30%), o heterogenis, com pectines i mucílags (6-25%). Aquests mucílags acostumen a ser arabinogalactans, arabans, glucans o galacturonoramnans.
- Flavonoides. Per exemple, el 8-hidroxi-luteolina o 8-beta-gentiobiòsid.
- Àcids fenòlics derivats de l'àcid benzoic, com l'àcid siríngic.
- Àcids fenòlics derivats de l'àcid cinàmic, com els àcids cafeic i ferúlic.
- Cumarines. En trobem hidroxicumarines, com l'escopoletol.
- Tanins.
- Sals minerals (5-7%).
- Olis essencials (traces).

### Usos medicinals
Usos aprovats:
- Afeccions del tracte respiratori superior i inferior, com tos i bronquitis.

Usos tradicionals:
- Gastritis i úlcera pèptica: prevenció o tractament d'irritacions de la mucosa gàstrica.
- Restrenyiment crònic o diarrea aguda: la presència de mucílags fa que es reguli el trànsit gastrointestinal, útil tant en casos de restrenyiment com de diarrea.
- Estomatitis i faringitis: en forma de gargarismes, pels efectes demulcents del malví.
- Dermatitis, lesions cutànies i úlcera cutània: per via tòpica com a emol·lient de la pell.

### Accions farmacològiques
- Antitussigen i demulcent: els mucílags de l'altea exerceixen un efecte calmant i hidratant sobre la mucosa respiratòria, inhibint el reflex de la tos.
- Laxant: l'efecte laxant es manifesta 24 hores després de l'administració. En contacte amb l'aigua, els mucílags formen un gel viscós i voluminós que incrementa el volum fecal, i promou el peristaltisme.
- Antidiarreic: a més a més de l'efecte laxant, els mucílags tenen la capacitat d'absorbir l'excés d'aigua a l'intestí, actuant com a antidiarreic, regulant així el trànsit intestinal.
- Protector de la mucosa gàstrica: els mucílags poden formar una capa protectora sobre la mucosa gàstrica: eviten l'atac de la gastrina i de l'àcid clorhídric.
- Emol·lient dermatològic: l'altea té un efecte hidratant sobre la pell per la captació d'aigua per part dels mucílags.

### Interaccions medicamentoses i contraindicacions
L'altera pot potenciar els efectes dels antidiabètics orals i de la insulina, i arribar a produir una hipoglucèmia.
A més a més, la presència de mucílags es relaciona amb una disminució en l'absorció oral d'altres principis actius.
D'altra banda, el malví presenta aquestes contraindicacions:
- Hipersensibilitat a qualsevol dels components del medicament.
- Situacions en què el trànsit gastrointestinal es trobi dificultat o impedit com obstrucció esofàgica, oclusió intestinal, ili espàstic, ili paralític, obstrucció intestinal, estenosi del tracte digestiu, i impactació fecal, ja que es podria agreujar l'obstrucció si la ingesta d'aigua no és l'adequada.
- Dolor abdominal d'origen desconegut, ja que pot retardar-ne el diagnòstic.
- Apendicitis: l'altea pot agreujar l'apendicitis pels seus efectes laxants.